# Hiroyuki Takasaki
Hiroyuki Takasaki (født 17. marts 1986) er en japansk fodboldspiller, som spiller for den japanske fodboldklub Matsumoto Yamaga FC.